# Eben im Pongau
Pour les articles homonymes, voir Eben.
Eben im Pongau est une commune autrichienne du district de Sankt Johann im Pongau dans l'État de Salzbourg.